# Martin Reiner (básník)
Martin Reiner, v letech 1975 až 2006 po adoptivním otci Martin Pluháček (* 1. srpna 1964 Brno), je český básník, prozaik, nakladatel a organizátor kulturního dění. V současnosti působí jako ředitel brněnského židovského muzea Malý Mehrin.

## Život

### Dětství a mládí
Narodil se 1. srpna 1964 v Brně jako Martin Reiner. Když jeho otec v roce 1970 emigroval do USA, před potížemi s komunistickým režimem ho ochránila změna příjmení Reiner na Pluháček po adoptivním otci, k níž došlo roku 1975. Spolu s otčímem, jenž byl podle Reinerova tvrzení alkoholikem, žila rodina v Janovicích nad Úhlavou. Reiner byl značně problémovým dítětem, a uvažovalo se dokonce i o tom, že bude poslán do zvláštní školy. V roce 1982 Reiner maturoval na Vojenském gymnáziu Jana Žižky z Trocnova v Moravské Třebové. Maturitní vysvědčení mu však „zpestřila“ trojka z chování. Následně nastoupil na Vysokou vojenskou školu pozemního vojska ve Vyškově, ze které byl po třech semestrech vyloučen. Roku 1984 se stal vojákem z povolání v litoměřickém ženijním praporu. Po půl roce se další vojenské službě záměrně vyhnul díky osmiměsíčnímu pobytu ve vězení. Zatčen byl kvůli odmítnutí účasti na přípravách vojenského cvičení Štít 84 v Doupově. Trest vykonával v Oráčově u Rakovníka.
Po návratu z kriminálu pracoval mezi lety 1985 a 1988 jako referent v taneční škole Starlet. Tehdy se oženil se svou první manželkou Jitkou, s níž vychovával její dceru z předešlého vztahu. Roku 1988 krátce působil jako prodavač v antikvariátu, posléze až do následujícího roku jako doručovatel tisku. V rozmezí let 1989–1990 byl zaměstnán jako inspicient v operetním souboru brněnského státního divadla. Po listopadu 1989 se podílel na založení revue Proglas, v jehož redakci pracoval do dubna 1990. Následně žil na volné noze – spolupracoval s brněnským televizním a rozhlasovým studiem a organizoval různé kulturní akce. Mezi únorem a zářím 1991 působil jako tiskový mluvčí Ministerstva kultury ČR. Roku 1992 se rozvedl.
Mezi lety 1986 a 1988 Reiner organizoval několik diskusních večerů se spisovateli v prostorách brněnského klubu Satelit. Před listopadem 1989 Reiner také uspořádal v mládežnickém klubu Křenová večer věnovaný básníkovi Ivanu Blatnému a rovněž zde veřejně uvedl Ivana Wernische a Andreje Stankoviče. Roku 1990 organizoval první brněnská vystoupení Josefa Škvoreckého, Zdeny Salivarové nebo Pavla Tigrida. V letech 1990–1991 zase cyklus přednášek Škola poezie.

### Petrov

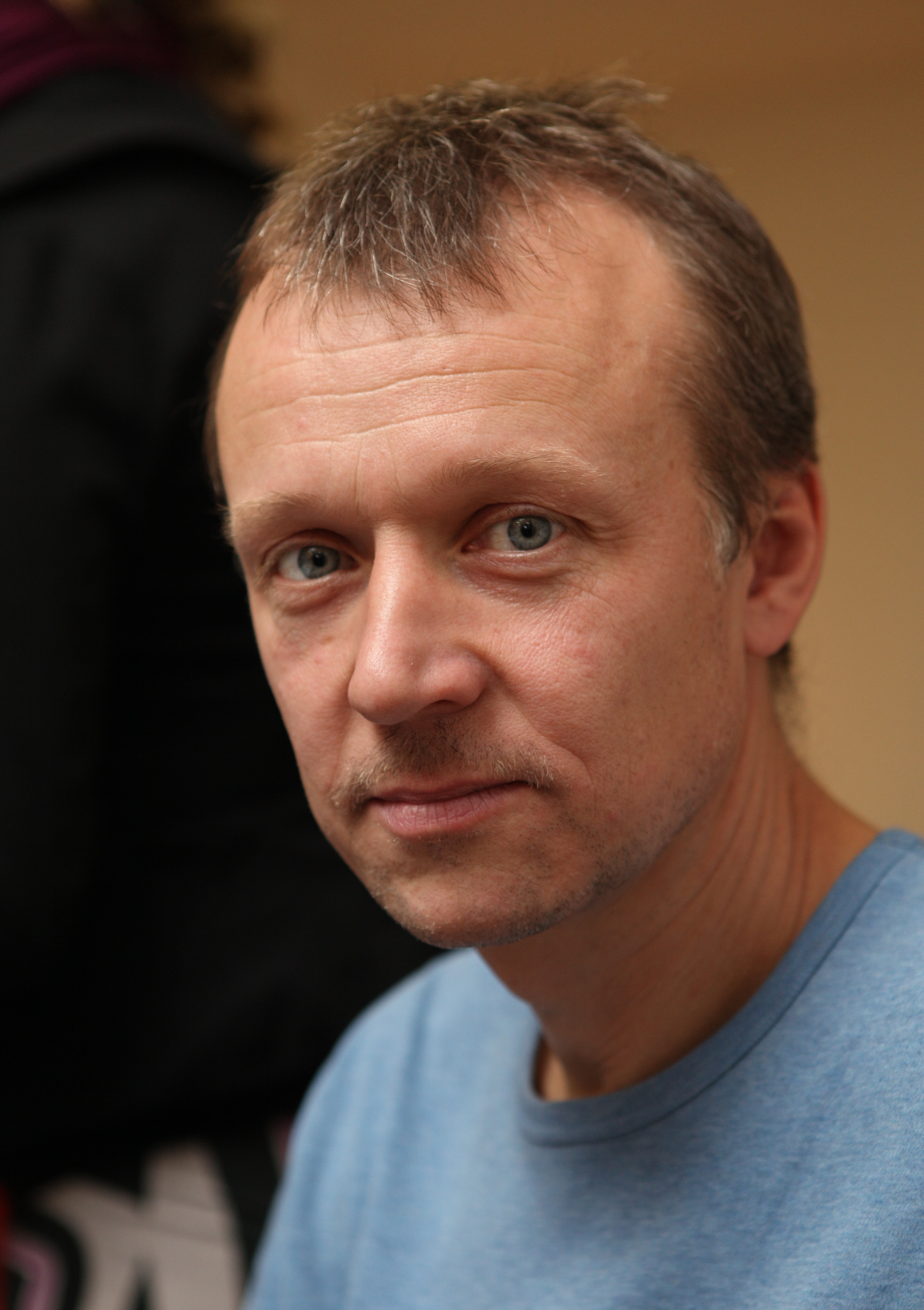
Martin Reiner v roce 2009

V říjnu 1991 se Reiner stal šéfredaktorem nakladatelství Lidová demokracie–Petrov, které patřilo Československé straně lidové. Po jeho příchodu začalo v repertoáru nakladatelství ubývat křesťanské literatury, a naopak přibývat poezie. Když bylo roku 1992 politickým stranám zakázáno podnikat, Reiner nakladatelství v lednu 1993 privatizoval, přejmenoval jej pouze na Petrov a vytvořil z něj „nakladatelství jednoho muže“. Reiner se snažil prosazovat elitnější ediční politiku a nakladatelství zaměřil především na soudobou českou tvorbu. Nakladatelství však zároveň ztratilo finanční zázemí v rámci Československé strany lidové, což vedlo ke snížení nákladů i počtu vydávaných publikací. Mezi lety 1993 a 1995 byl proto Petrov finančně závislý především na čerpání grantů a dotací.
Ekonomická prosperita Petrova se nastartovala v roce 1996, když do svých edičních plánů Reiner získal Michala Viewegha, tehdy nejprodávanějšího českého spisovatele. Díky vytvořenému ekonomickému zázemí z prodeje Vieweghových knih se mohlo nakladatelství věnovat řadě vedlejších aktivit financovaných z vlastních zdrojů, mezi něž patřilo zejména vydávání většího množství neziskových, ale umělecky hodnotných knih či pořádání různých kulturních akcí. Ediční činnost se v tu dobu stabilizovala na 30 až 35 vydaných titulech ročně.

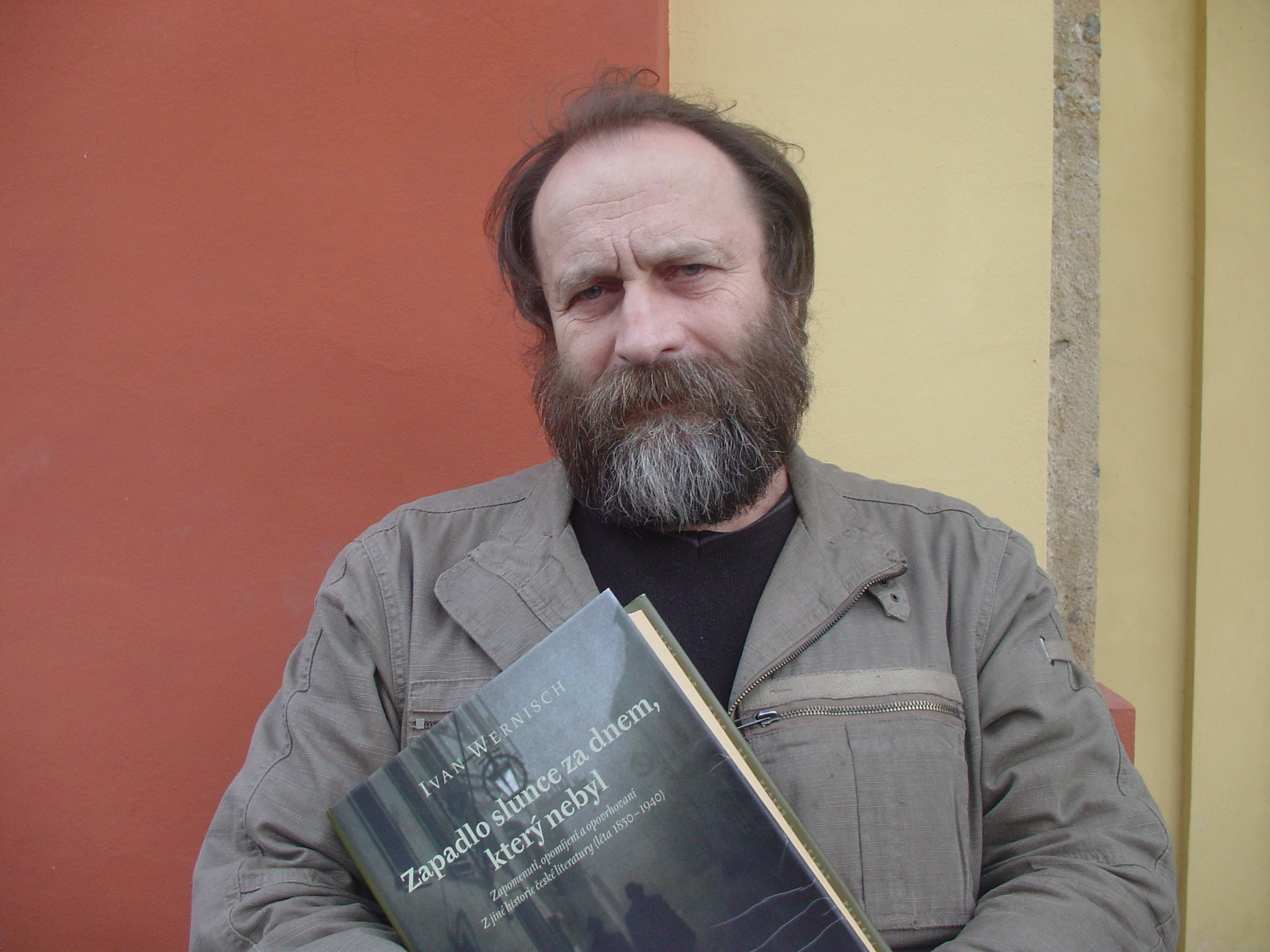
Ivan Wernisch

V Petrově se kolem Reinera postupně vytvořila skupina kmenových autorů. Nakladatelství totiž vydávalo plejádu zásadních spisovatelů, mezi které kromě Viewegha patřili například Irena Dousková, Jiří Kratochvil, Ivan Wernisch, Michal Ajvaz, Jiří Kuběna, Andrej Stankovič, Jan Antonín Pitínský, Jaroslav Pížl, Hana Andronikova, Roman Ludva, Zeno Kaprál, Ivan Diviš, Simona Monyová, Zdeněk Zapletal, Pavel Řezníček, Jaroslav Čejka nebo Pavel Šrut. Kromě edic Hlavní řada a Velká řada poezie Reiner zavedl také edici New Line (mezi lety 2004 a 2005 pod novým názvem Edice Nezavedení), jež poskytovala publikační prostor debutantům a nezavedeným básníkům i prozaikům, jako byli Václav Kahuda, Radek Malý, Naděžda Plíšková, Miroslav Salava, Jiří Staněk, Norbert Holub, Lubor Kasal, Martin Fahrner, Marian Palla nebo Daniel Micka. V redakci Petrova s Reinerem spolupracovala například Jana Soukupová, která mezi lety 1996 a 1998 byla šéfredaktorkou nakladatelství, Miloš Voráč, jenž nahradil Soukupovou v šéfredaktorském křesle, editor Milan Ohnisko nebo grafik Bedřich Vémola, který se staral o podobu petrovských knih. Na edici Velká řada poezie Reiner spolupracoval také s Radimem Kopáčem.
V letech 1993–1994 Reiner jako dramaturg, autor scénářů a režisér v jednom uvedl na Malé scéně Mahenova divadla cyklus inscenované poezie První čtení. Martin Reiner v rámci Petrova mezi lety 1996 a 2000 spolu s básníkem a bítovským kastelánem Jiřím Kuběnou pořádal Setkání básníků na Bítově a v rozmezí let 2001 až 2004 Mezinárodní básnický festival Poezie bez hranic, na který od roku 2003 do roku 2005 navázala soutěžní přehlídka Slam Poetry. Reiner se pod hlavičkou Petrova rovněž podílel na organizaci soutěže Evropský fejeton a mezi lety 1999 a 2000 na vydávání kulturního časopisu Neon, jehož byl roku 2000 šéfredaktorem. Spolupracoval na něm zejména s členy redakční rady Ivanem Wernischem, Petrem Koťátkem a Přemyslem Rutem, dále s Jiřím Kratochvilem, Michalem Vieweghem, Martinem C. Putnou a jinými. Kvůli malým prodejům však tento časopis po roce vydávání zanikl. Reiner pořádal rovněž autorská čtení spisovatelů vydávajících v Petrově či takzvanou Loď literátů. Jednalo se o akci, při níž Reiner každý rok pozval řadu spisovatelů na loď, se kterou poté pluli po řece Svratce až k Brněnské přehradě. Tato akce se pravidelně konala od roku 1993 a poslední ročník se uskutečnil roku 2005.

### Druhé město

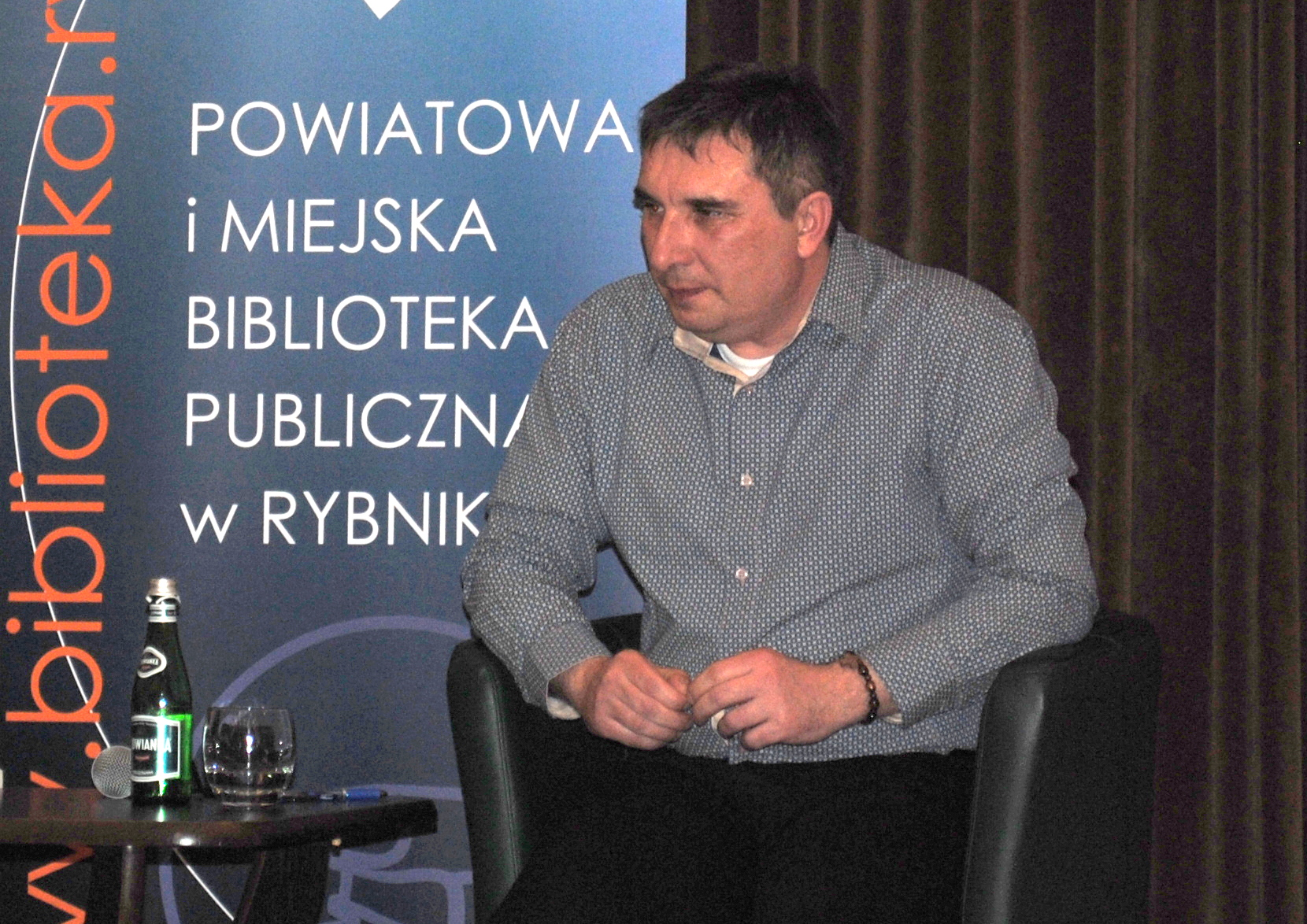
Evžen Boček

V roce 2005 Reiner zrušil své nakladatelství Petrov a o rok později založil menší nakladatelství Druhé město, kam s sebou z Petrova přivedl řadu spisovatelů včetně Michala Viewegha, Ireny Douskové, Michala Ajvaze, Jiřího Kratochvila, Milana Ohniska či Ivana Wernische. Od roku 2012 ve Druhém městě publikují také Evžen Boček, Sylva Fischerová, Zuzana Brabcová a jiní. Stejně jako Petrov se Druhé město sice zaměřuje na soudobou českou literaturu, ale jeho produkce je ve srovnání s Petrovem třetinová. Na rozdíl od Petrova Druhé město omezilo nejen vydávání nekomerčních titulů, ale i doplňkové kulturní aktivity. V roce 2006 si Reiner změnil své příjmení po adoptivním otci Pluháček na své původní příjmení Reiner.

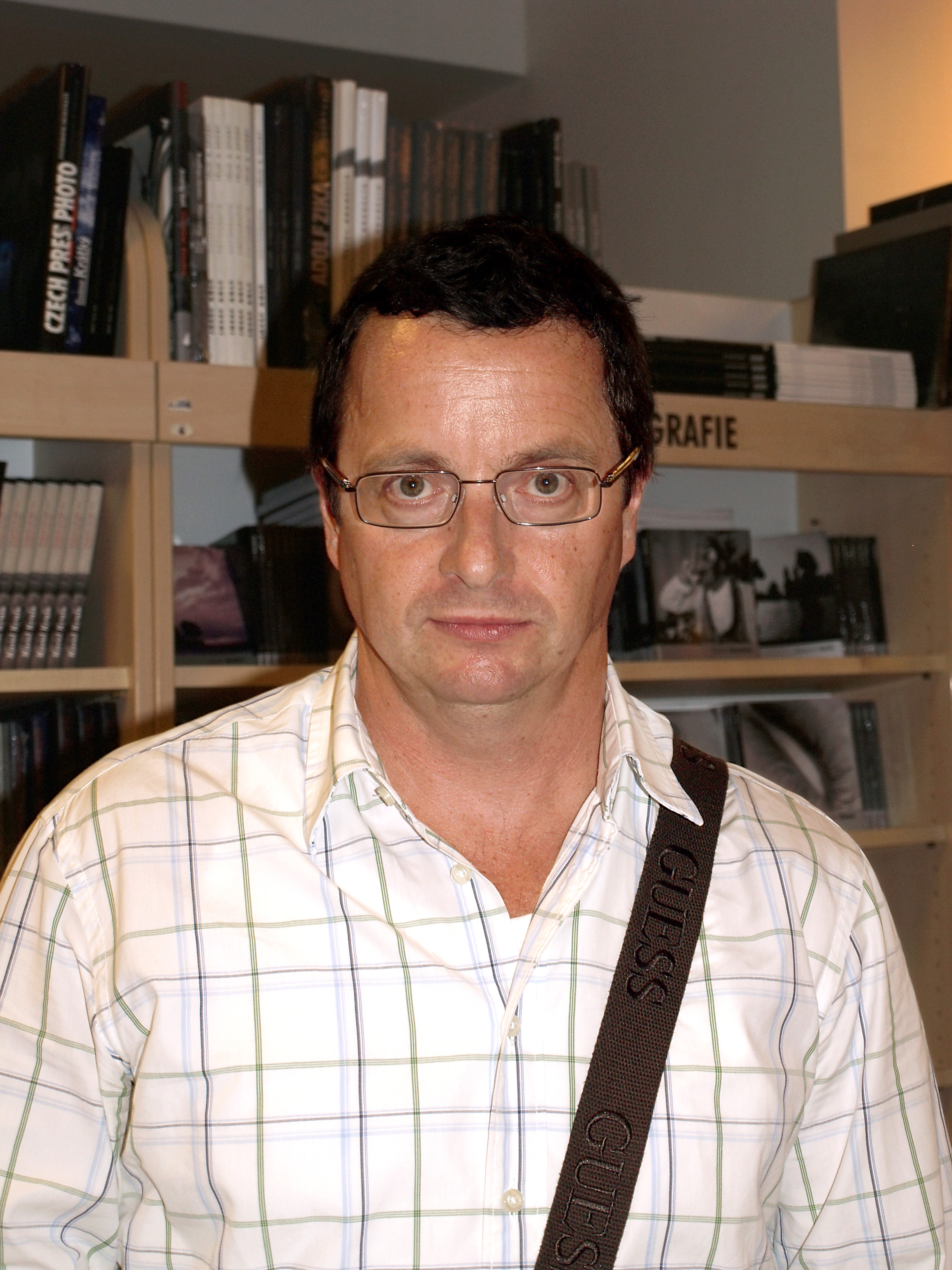
Michal Viewegh

V roce 2018 došlo k vyhrocené a medializované roztržce mezi Reinerem a nejprodávanějším autorem jeho nakladatelství Michalem Vieweghem. Spor vyústil v odchod Viewegha z Druhého města do nakladatelství Euromedia Group. Reiner ale uvedl, že Vieweghův odchod pro něj nepředstavuje zásadní ztrátu, protože jeho knihy už nejsou tak komerčně úspěšné jako dříve, a navíc, podle Reinerových slov, není Viewegh po prodělání závažné choroby už samostatně schopen psát knihy. Jeho tituly vydané Druhým městem po roce 2012 by bez Reinerových úprav údajně nebyly vůbec publikovatelné. Toto tvrzení Viewegh nepopřel. Již v roce 2018 Druhé město zahájilo výprodej Vieweghových knih se slevou až 88 %. Reiner o svém vztahu k Vieweghovi údajně rozepsal knihu s názvem Báječná léta s Vieweghem, kterou se ale nakonec rozhodl nevydat.
V současné době se Reiner především věnuje vlastní literární tvorbě. Jako autor se účastní mezinárodních básnických festivalů a soutěží (Grenoble, Rennes, Praha, Budapešť, Drážďany, San Francisco, Madrid, Vídeň, Edinburgh). V roce 2008 a 2014 byl hostem Měsíce autorského čtení.  Dlouhodobě se zajímá o život a dílo českého básníka Ivana Blatného, o němž v roce 2014 vydal knihu s názvem Básník. Román o Ivanu Blatném. Kniha zvítězila v anketě Kniha roku Lidových novin 2014 a v roce 2015 získala nejprestižnější české literární ocenění Magnesia Litera v kategorii kniha roku.
Roku 2008 se Reinerovi narodila dcera Libuše. V roce 2014 se podruhé oženil s matkou své dcery Barborou, roz. Sládečkovou (narozena 1973), manželství se po letech opět rozpadlo. Dlouhodobě trpí Bechtěrevovou nemocí.

### Komunální politik
V komunálních volbách 2018 Reiner kandidoval v městské části Brno-střed jako nestraník na osmém místě kandidátky hnutí Žít Brno. Ve volbách získal 1597 preferenčních hlasů, čímž poskočil na volitelnou pozici a stal se zastupitelem městské části. Mezi jeho priority patří výstavba dokumentačního centra holokaustu na Moravě. V roce 2019 spoluzaložil spolek Otevřené Brno.
V komunálních volbách v roce 2022 kandidoval z pozice člena Žít Brno za uskupení „Zelení a Žít Brno s podporou Idealistů“ do Zastupitelstva města Brna. Zároveň kandidoval i do Zastupitelstva městské části Brno-střed, a to v rámci kandidátky subjektu „Piráti, Zelení a Žít Brno“.

## Literární dílo
Poetiku básníka Reinera dlouhodobě charakterizuje kontrast mezi parnasistní formou textů a jejich současným, hořce ironickým obsahem. V klíčových knihách z 90. let, sbírkách Decimy a Tání chůze, je nepřehlédnutelná i sémantická hravost a humor. Ve dvou sbírkách z „nultých“ let se uplatňuje civilnější básnický výraz a zaznívají tóny smutného smíření. Jeho básně jsou publikovány v angličtině, němčině, francouzštině, polštině, maďarštině a chorvatštině.
Reinerovy prózy mají lyrický, psychologizující ráz. Jejich hrdiny zastihujeme v obdobích, která se s odstupem času ukáží být zlomová.

### Biografie
- Básník. Román o Ivanu Blatném (2014)[26]

### Básnické sbírky
- Relata refero (1991)
- Poslední rok (1995)
- Decimy (Torst 1996; Petrov 1998 - 2. přepracované vyd.)
- Tání chůze (1998)
- Staré a jiné časy (2002)
- Where is the Urn? (USA, 2005)
- Pohled z kavárny v Bath (2007)
- No Through Road (USA, 2007)
- In the Land of Cannibals (2008)
- Hubená stehna Twiggy (2010)
- Nové decimy (2015)
- Magické číslo 9 (2020)

### Próza
- Lázně (novela, 1998)
- Lucka, Maceška a já (román, 2009)
- Tři tatínci a maminka (kniha pro děti, 2010; spolu s Martinem Vieweghem a Pavlem Šrutem)
- Básník (Román o Ivanu Blatném) (2014)
- Jeden z milionu (sbírka povídek, 2016)

### Publicistika
- Neon (vlastní měsíčník, 1999–2000)
- Neoklasicismus (stať, Literární noviny 36/1998)
- Princip rýmového karambolu v pozdní lyrice Ivana Blatného (stať, Tvar 16/1999)
- Stvořeni sluncem (stať, Tvar 18/2000)
- Musicology (rozhlasová antologie populární hudby, říjen 2005 – květen 2006)
- Naostro (seriál živých hudebních pořadů na rádiu Student, 2006)
- Okýnko milionáře (pravidelná úterní glosa v jihomoravské příloze MF Dnes, duben 2006 – duben 2008)
- Plachý milionář přichází (souhrnné knižní vydání publikovaných fejetonů, 2008)
- Městská galerie (2023)

### Překlady z angličtiny
- KOOSER, Ted. Slasti & strasti. 1. vyd. 2008. Brno: Druhé město. 46 S. ISBN 978-80-7227-279-2.

## Ocenění
- Magnesia Litera 2015 Básník. Román o Ivanu Blatném (2014)
- 2014 – Cena Josefa Škvoreckého
- 2014 – Kniha roku Lidových novin
- 2023 – Cena města Brna za literární činnost[27]